# Aligi Barducci
Aligi Barducci detto Potente (Firenze, 10 maggio 1913 – Firenze, 8 agosto 1944) è stato un militare e partigiano italiano.

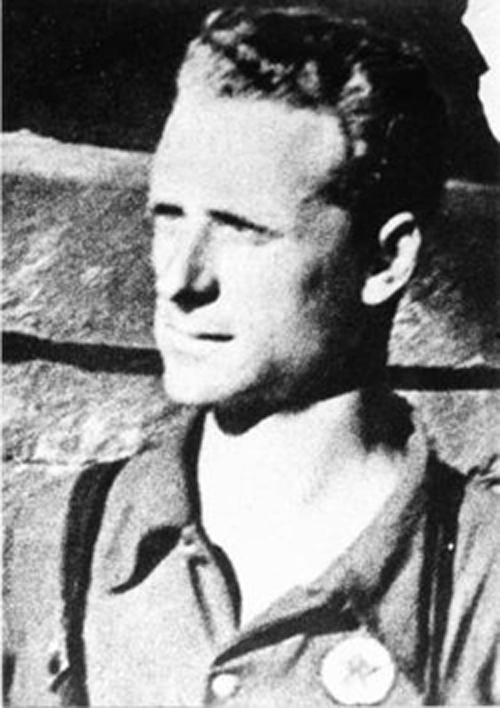
Aligi Barducci fu comandante della Divisione Garibaldi "Arno" e rimase ucciso il 7 agosto durante i combattimenti per liberare Firenze.

Figlio di Duilio e Bruna Fanfani, fu un eroe della Resistenza toscana, protagonista di numerose azioni tra cui la liberazione di Firenze nell'agosto del 1944, decorato con la Medaglia d'Oro al Valor Militare alla Memoria.

## Biografia
Nacque a Firenze, nel quartiere popolare del Pignone, il 10 maggio del 1913, da una modesta famiglia di lavoratori, e dovette lasciare gli studi molto presto per cominciare a lavorare. Continuò però a studiare privatamente, ottenendo così il diploma di ragioniere. 
Chiamato alle armi nel 1934, si recò in Somalia, dove trascorse il biennio successivo. Poi ritornò a Firenze e, nel 1938, svolse la sua opera in vari uffici, prima a Firenze, poi a Chieti e a Como. Nell'ottobre del 1940 ottenne il diploma di ragioniere e si iscrisse alla Facoltà di Economia e Commercio dell'Università di Firenze. Nello stesso anno ricevette una nuova chiamata alle armi e, divenuto caporalmaggiore, si iscrisse ad un corso di allievi ufficiali a Pisa, che sostenne con successo. Nel 1942 fu assegnato a Como, poi in Liguria e successivamente passò al 10º Reggimento Arditi, a Santa Severa, dove fu comandante di una delle pattuglie soprannominate "la Potente". In seguito fu inviato, insieme al suo reparto, a Pola e, nel maggio 1943, fu schierato col II Battaglione nella zona di Acireale in Sicilia; dopo i combattimenti per opporsi allo sbarco alleato con i superstiti del reparto rientrò verso la fine di agosto a Santa Marinella, sede del "Decimo Arditi". Qui, insieme ai commilitoni, fu sorpreso dall'armistizio dell'otto settembre.

### Attività partigiana
Dopo l'8 settembre rifiutò di seguire i commilitoni che scelsero di continuare a combattere insieme ai tedeschi e tentò, senza successo, di organizzare una resistenza antitedesca nella campagna romana. Tornò di nuovo a Firenze il 3 ottobre 1943 e, deciso a combattere i nazisti, tramite Gino Varlecchi entrò in contatto con personaggi dei movimenti antifascisti presenti in città (Franco Burresi e Augusto Guerrini).
Inizialmente ricevette dei compiti di collegamento con le prime bande partigiane organizzate sul Monte Morello.
Assunse il nome di battaglia Potente, derivato dall'appellativo della pattuglia che egli comandava nell'ultimo periodo della guerra e raggiunse, insieme ad Alfredo Bini, una formazione partigiana nella zona di Montepulico (comune di Borgo San Lorenzo). La formazione raggruppava alcuni membri della formazione Garibaldi "Lupi Neri" sopravvissuti alla battaglia di Valibona, oltre a nuovi elementi provenienti da Firenze e da Sesto Fiorentino. 
Potente non acquisì subito una posizione di comando, cercando piuttosto di guadagnarsi stima e fiducia vincendo la diffidenza dei "vecchi" antifascisti, cosa non facile visto che era pur sempre un ex ufficiale proveniente da un reparto molto politicizzato del Regio Esercito. In questo periodo emersero le virtù di Potente: sapersi affermare, con grande capacità diplomatica, non solo tra i partigiani, ma anche e soprattutto tra i comandanti, che in diversi casi mostravano ancora tendenze individualistiche e autonomistiche.

### Monte Giovi
Potente si dedicò alla costruzione di un'unica unità partigiana, cercando di unire sia i singoli uomini, sia le altre formazioni partigiane presenti nella zona di Acone e del Monte Giovi, fra le quali la Sirio Romanelli, la Faliero Pucci, la Ciro Fabbroni, la Checcucci, il gruppo di Renzo Ballerini.
La formazione diverrà la 22.a brigata Garibaldi "Lanciotto", dedicata appunto a Lanciotto Ballerini. Aligi Barducci divenne il capo effettivo per la stessa volontà dei partigiani, affrontandone anche il problema del vettovagliamento.

### Pratomagno
Dal monte Giovi, località non adatta alla concentrazione di un grande gruppo di partigiani, il 23 maggio 1944 la formazione si spostò nell'area di Montemignaio e della frazione di Cetica del comune di Castel San Niccolò, dando origine alla cosiddetta "piccola repubblica partigiana del Pratomagno". Nei giorni successivi arrivò il riconoscimento ufficiale della Delegazione toscana del comando delle brigate e dei distaccamenti Garibaldi che, appunto, riconosceva nel Comando della Divisione Arno: la 22ª Brigata Lanciotto, di cui Potente era Comandante militare, Giulio Bruschi, Berto, Commissario Politico, Alessandro Pieri, Vicecommissario politico e amministratore.
Questa brigata era suddivisa in compagnie e in distaccamenti, ognuno dei quali aveva a sua volta un comandante militare ed un commissario politico. Tra le sue file si deve ricordare anche il giovanissimo Mascotte, che accompagnerà Potente fino a Firenze. Potente aveva preso in simpatia l'allora diciassettenne "Mascotte", Algero Romani, e per cercare di proteggerlo il più possibile lo prese sotto la sua ala protettiva; Mascotte era al fianco di Potente quando fu ferito a morte da una granata tedesca.
Il 29 giugno 1944 la formazione ebbe diversi caduti durante la cosiddetta "battaglia di Cetica", uno scontro con truppe della R.S.I. affiancate da truppe tedesche addestrate alle operazioni di "contro-banda" (Brandenburghesi).

### Divisione Garibaldi "Arno"
Il 6 luglio 1944 fu ufficialmente costituita la Divisione d'assalto Garibaldi "Arno", comprendente la 22.a Brigata Garibaldi Lanciotto, la Brigata Caiani, la 22.a Bis Sinigaglia e la Bruno Fanciullacci. Potente ne venne nominato Comandante militare, il commissario politico fu Danilo Dolfi, Giobbe. Sotto la loro guida, la divisione portò a termine azioni di guerra nel Mugello e assistette le popolazioni locali colpite dalle rappresaglie. In seguito, verso la metà di luglio, fu organizzato il trasferimento verso la città di Firenze.

### Firenze, agosto 1944

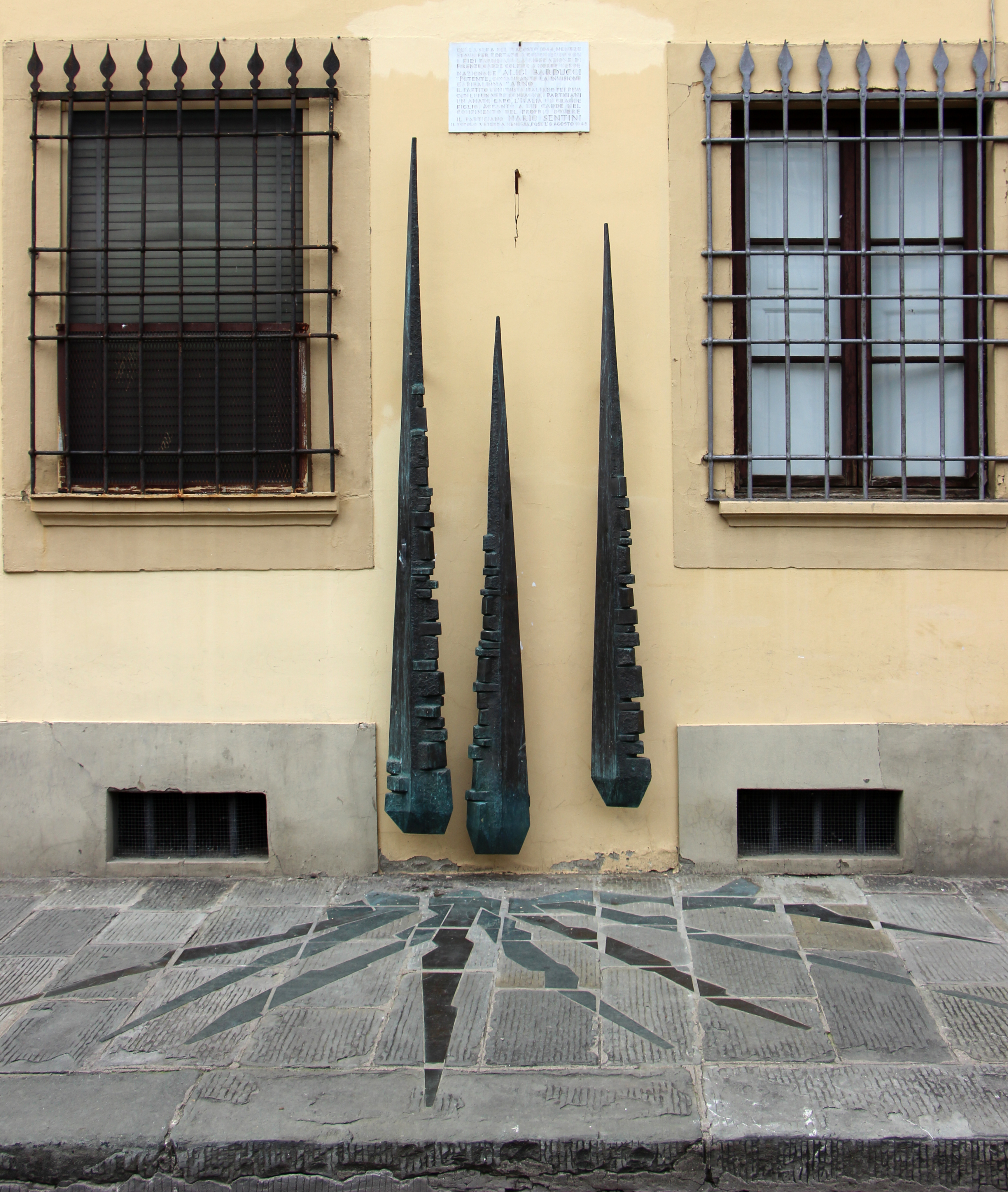
Il monumento alla memoria di Aligi Barducci dove fu mortalmente ferito in piazza Santo Spirito

Le truppe alleate procedevano a rilento verso Firenze e riuscirono a raggiungere e a insediarsi solo nella parte dell'Oltrarno. Durante la notte del 4 agosto i tedeschi fecero saltare i ponti sull'Arno a Firenze; al mattino arrivarono in città i reparti garibaldini della Sinigaglia, il comando della divisione Arno, con Potente e Giobbe e gli uomini della Lanciotto, giunti dopo un'estenuante marcia, passati attraverso l'accerchiamento nemico. A questo punto si scatenò la lotta fra i partigiani e i franchi tiratori, cecchini nazifascisti. 
La sera dell'8 agosto, durante un rastrellamento contro i franchi tiratori d'Oltrarno, Potente rimase mortalmente ferito per lo scoppio di una granata nemica mentre si stava dirigendo al distretto militare di piazza Santo Spirito per accordarsi con le Autorità alleate e con Angiolo Gracci, detto Gracco, che comandava la Brigata Sinigaglia. Fu portato dapprima all'infermeria del distretto, poi all'ospedale da campo del Pian dei Giullari e da qui all'ospedale di Greve in Chianti, dove morì all'alba del giorno seguente, all'età di trentun anni, assistito dal partigiano Giovanni Meoni, detto "Chimico". Firenze venne liberata ufficialmente due giorni dopo e il contributo di 'Potente' e dei suoi uomini fu determinante nella battaglia. In onore di Aligi Barducci, la Divisione Garibaldi-Arno prese il nome di Divisione Potente.

## Commemorazioni
Ogni anno, l'11 agosto, il Comune di Firenze organizza manifestazioni a ricordo dei fatti del 1944 e per celebrare la liberazione della città dal Nazifascimo. In piazza Santo Spirito, sul lato a sinistra della chiesa omonima, proprio nel punto in cui 'Potente' fu colpito, si trova un monumento e una lapide in sua memoria.
Ad Aligi Barducci sono state intitolate vie e piazze a Firenze, in vari comuni della provincia (Bagno a Ripoli, Borgo San Lorenzo, Certaldo, Figline Valdarno, Impruneta, Reggello, Rufina, San Casciano in Val di Pesa, Scandicci, Sesto Fiorentino e Vicchio), oltre a San Giovanni Valdarno e Castel S. Niccolò (Arezzo), Calcinaia (Pisa) e Fiumicino (Roma).